# 아즈메리 하크 바드혼
아즈메리 하크 바드혼(벵골어: আজমেরী হক বাঁধন, 영어: Azmeri Haque Badhon, 1983년 10월 28일 ~ )은 방글라데시의 배우, 치과의사이다. 제14회(2021) 아시아 태평양 스크린 어워즈 여우주연상 수상자다.